# Коломенський завод
ВАТ «Коломенський завод» (Коломенський тепловозобудівний завод імені В. В. Куйбышева) - одне з найстаріших і найбільших підприємств транспортного машинобудування СРСР, а згодом і Росія.

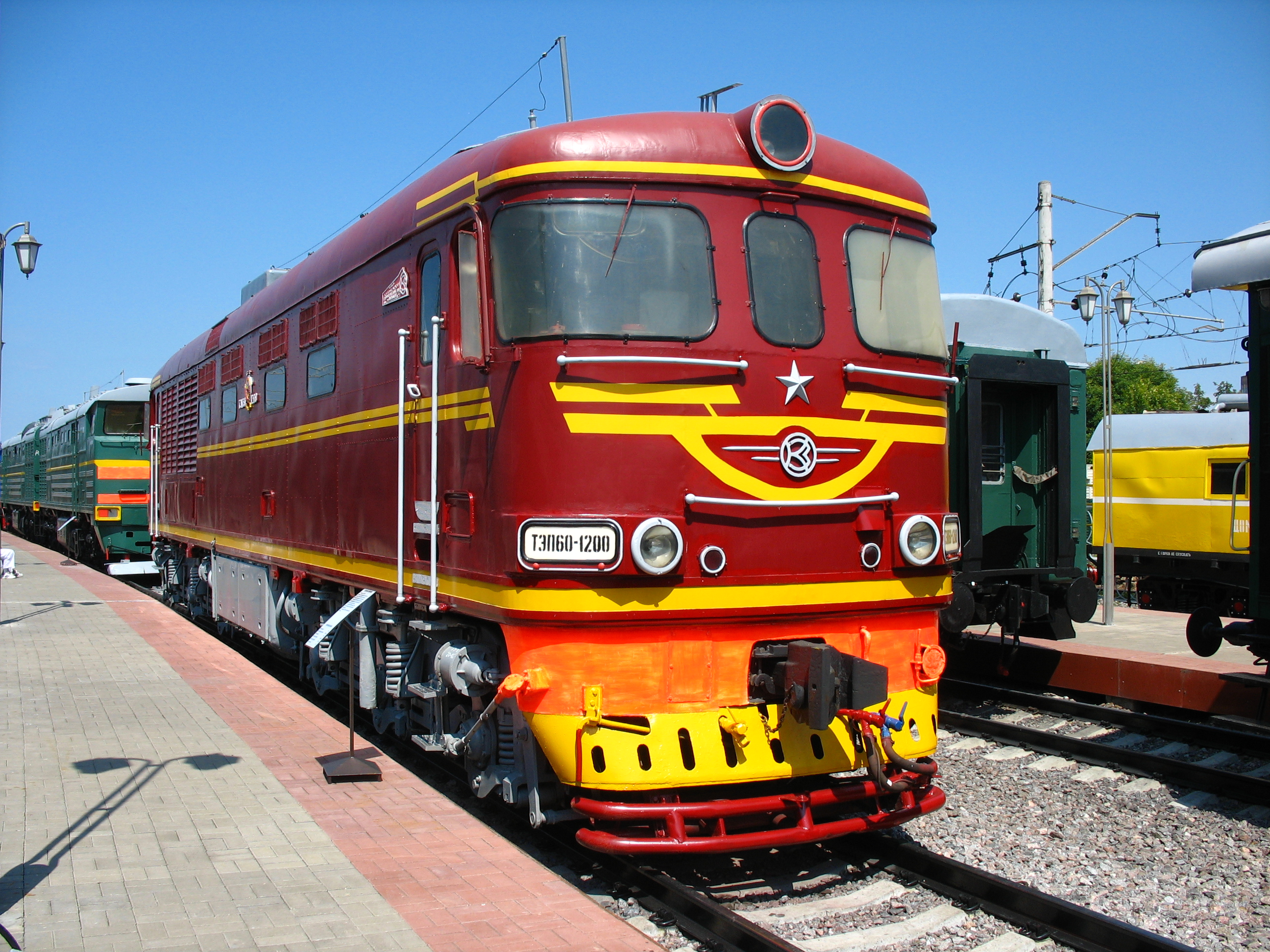
Тепловоз ТЕП60 в музеї

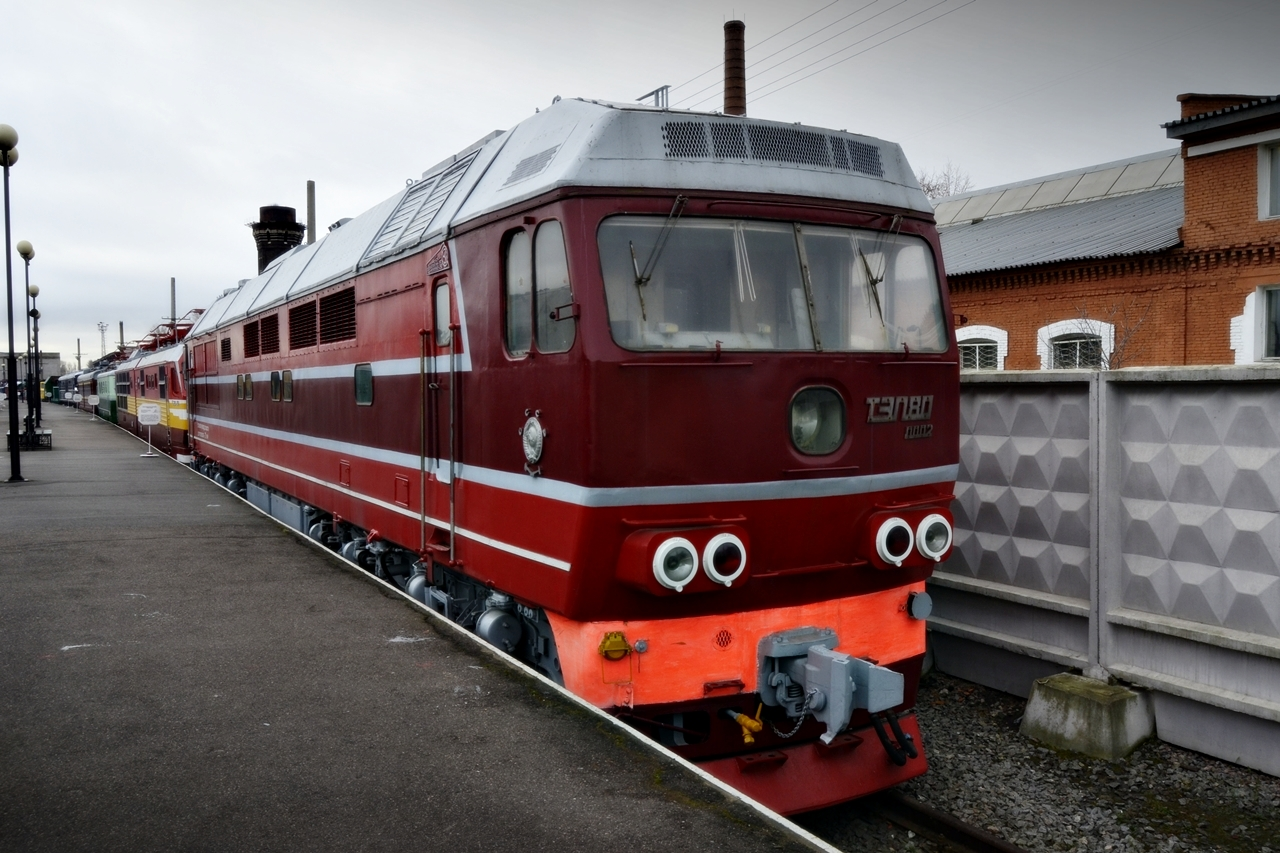
Тепловоз ТЕП80

## Історія

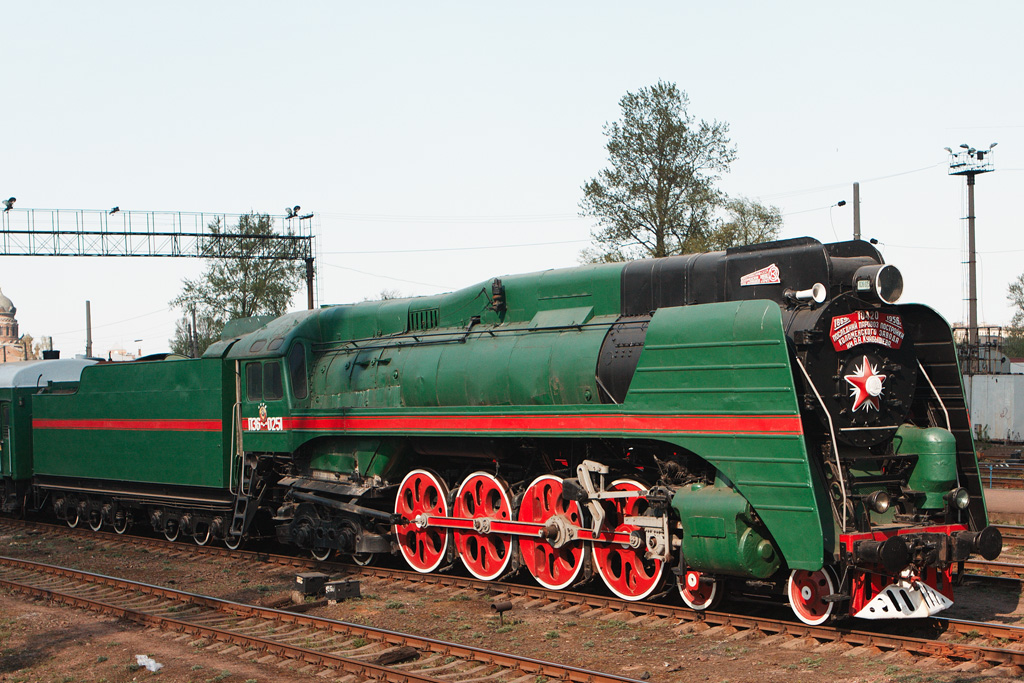
Останній побудований заводом паровоз в центральному музеї Жовтневої залізниці

Заснований в 1863 поблизу м. Коломни. У другій половині XIX століття випускав паровози, вагони, річкові судна, локомобілі, землечерпальні снаряди. З 1866 іменувався «Заводом інженерів братів Струве». З 1871 перейшов в акціонерне товариство машинобудівного заводу Коломенського. Робітники заводу брали активну участь у революційному русі. Перший страйк на заводі спалахнув в 1886. У 1903 створена заводська підпільна організація РСДРП(б). У жовтні 1905 в Коломні створена Рада робочих депутатів, головою якої вибраний робітник заводу Д. А. Зайців, розстріляний царськими карателями в грудні 1905. В період 1906—17 робітники заводу неодноразово страйкували.
В перші роки Радянської влади на заводі в невеликих кількостях випускалися паровози, вагони, трамваї. У 1923 було організовано виробництво тракторів. В 1925 завод випустив перший паровоз серії С в , в 1930 почав виробляти тепловози, а в 1932 спільно із заводом «Динамо» — електровози ВЛ. До початку німецько-радянської війни завод ,будував паровози, тепловози, електровози, дизелі, прохідницькі щити і тюбінги для метро, турбіни, тендери-конденсатори для паровозів. У роки війни завод забезпечував потреби фронту: ремонтував танки, будував бронепоїзди, виготовляв боєприпаси. У 1943 завод відновив випуск паровозів і дизелів. У листопаді 1953 він побудував десятитисячний паровоз. У 1956 завод почав будувати тепловози. У 1958 побудований вантажний тепловоз потужністю 2200 квт (3000 к. с.), в 1959 — перший в СРСР вантажний газотурбовоз Г1—01 потужністю 2570 квт (3500 к. с.), в 1960 — пасажирський швидкісний тепловоз ТЕП60 (потужність 2200 квт, швидкість 160 км/год). Заводом освоєні потужні дизелі для залізничного транспорту та інших галузей народного господарства. У післявоєнні роки завод розширили і реконструювали, оснастили новим верстатним устаткуванням. Нагороджений орденом Леніна (1939), орденом Трудового Червоного Прапора (1945) і орденом Жовтневої Революції (1971).

## Структура виробництва
Коломенський завод має виробництво з повним замкнутим циклом. Загальна площа території виробничої зони заводу становить 124 га. Виробничий комплекс складається з металургійного, заготівельного, зварювально-складального, механоскладального виробництв. На території заводу розташовано 26 цехів основного виробництва і 13 цехів допоміжного виробництва, в тому числі - спеціалізовані цехи, дільниці виробництва продукції за новітніми технологіями. Коломенський завод має сучасну конструкторсько-технологічну та експериментально-дослідницьку бази. До складу підприємства входять великі конструкторські підрозділи по дизелебудуванню і локомотивобудуванню. На підприємстві здійснюється повна технічна підготовка виробництва, включаючи передпроектні науково-дослідні роботи, проектування, виготовлення, випробування, експериментальне доведення дослідних зразків, технологічну та організаційно-матеріальну підготовку виробництва..

## Продукція

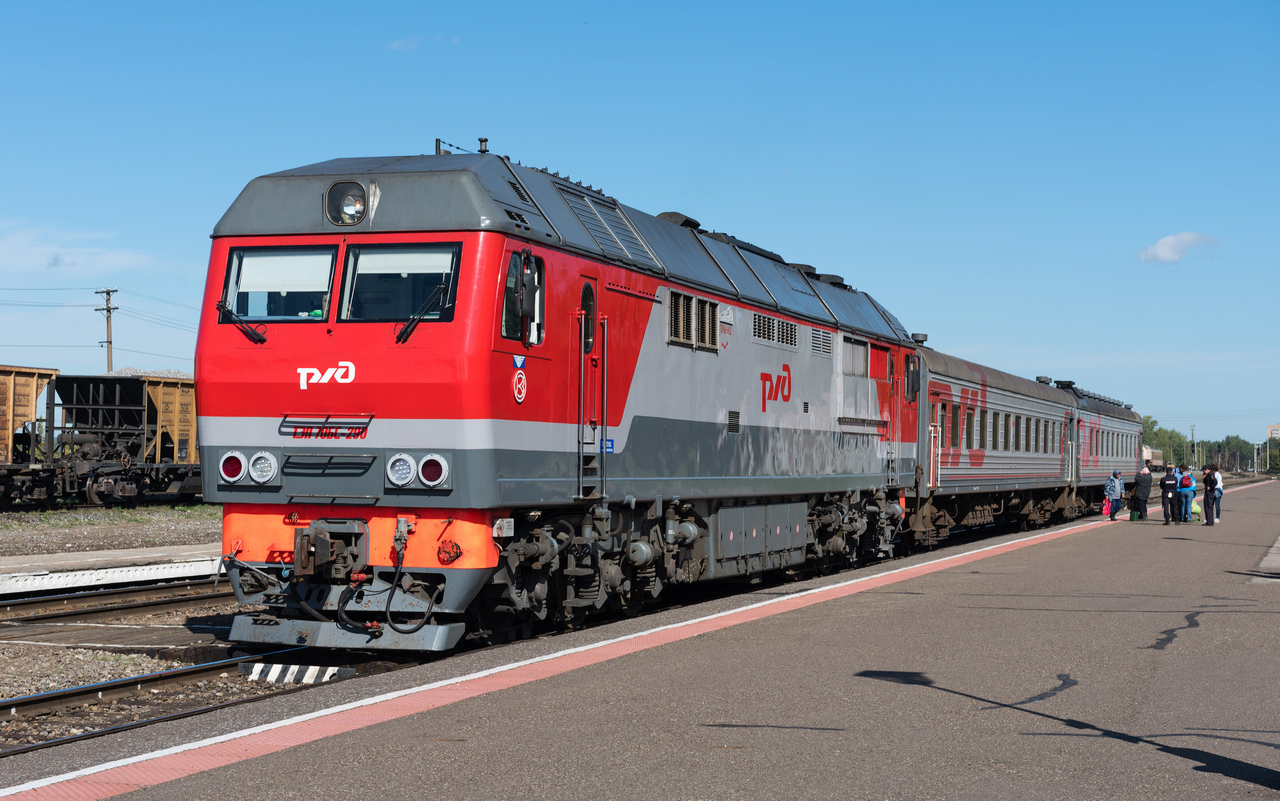
Тепловоз ТЕП70БС

- магістральні пасажирські тепловози ТЕП70БС, ТЕП70;
- двосекційні вантажні тепловози 2ТЕ70;
- пасажирські електровози постійного струму ЕП2К;
- серійні двигуни типу Д49 (ЧН26/26) і типу Д42 (ЧН30/38);
- дизель-генераторні установки для АЕС;
- блочно-транспортабельні електростанції і автономні електроагрегати;
- газові двигуни;
- запасні частини.[6]

Продукція Коломенського заводу експлуатується в більш ніж 30 країнах світу, а саме в:

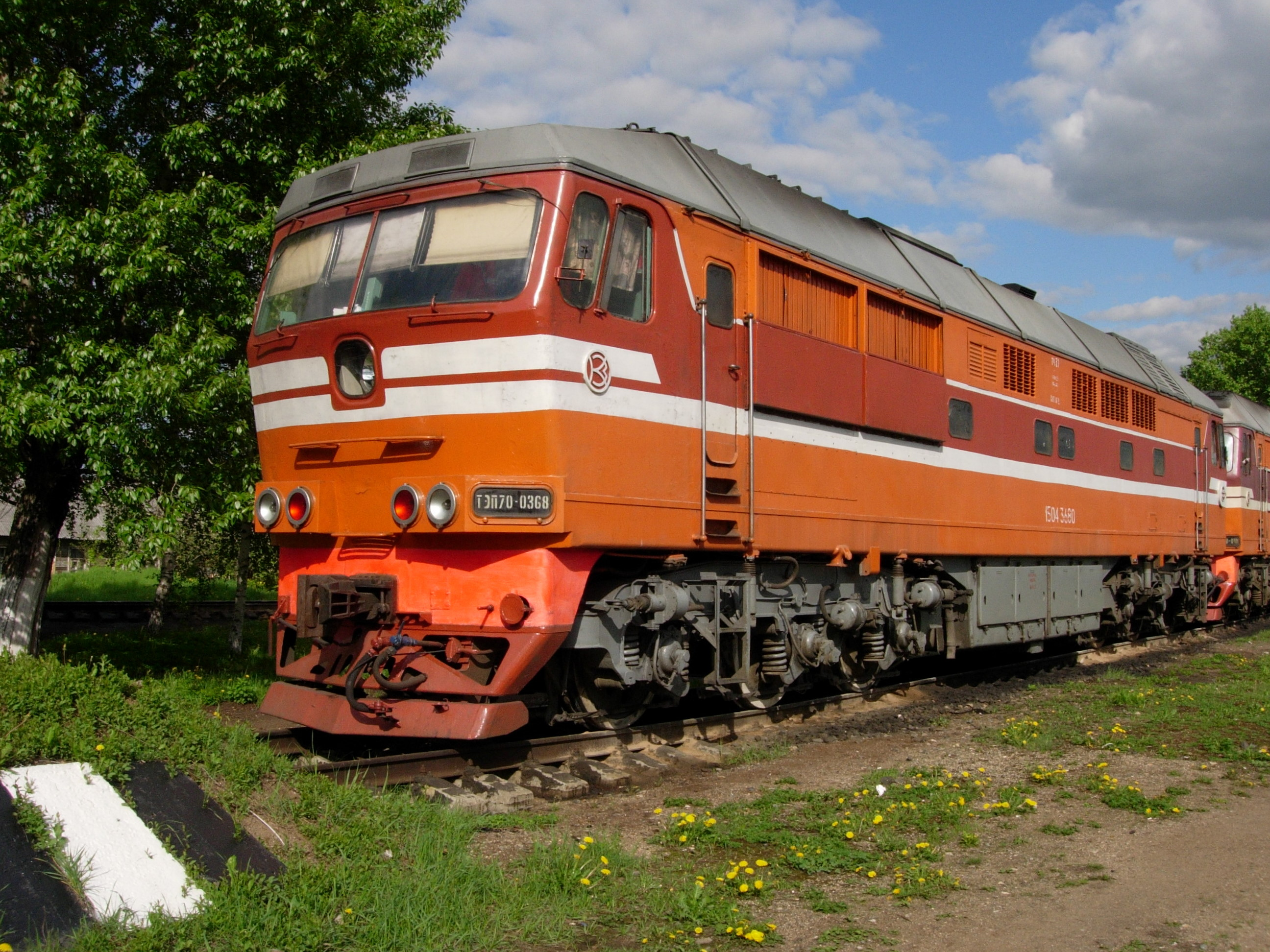
Тепловоз ТЕП70

- Алжирі;Тепловоз ТЕП70
- Франції;Тепловоз ТЕП70БС
- Іспанії;
- Німеччині;
- Іспанії;
- Єгипті;
- Ємені;
- Австралії;
- Україні;
- Білорусі;
- Росії;
- Польщі;
- Чехія;
- Угорщина;
- Румунії;
- Словаччині;
- Болгарії;
- Чорногорії;
- Сербії;
- Естонії;
- Литві;
- Латвії;
- Казахстані;
- Узбекистані;
- Монголії;
- Китаї;
- Сирії;
- Пакистані;
- Індії;
- Іраку;
- Ірані;
- В'єтнамі;
- Індонезії[7].

## Керівники підприємства
- Струве А.Є. 1863-1866
- Струве Г.Є. 1866-1882
- Струве А.Є. 1882-1898
- Антошин Н.К. 1898-1905
- Мещерський А.П. 1905-1917
- Уриваєв М.Є. 1918-1920
- Макаров І.Г. 1920-1921
- Уриваєв М.Є. 1921-1925
- Мірошин Н.Г. 1925-1929
- Березін Д.Є. 1930-1935
- Кукс С.І. 1935-1936
- Доценко І.С. 1936-1938
- Малишев В.А. 1938-1939
- Новоторцев С.Д. 1939-1940
- Коньшина С.Н. 1940
- Рубінчик Р.Е. 1940-1941
- Смеляков М.М. 1941-1942
- Бебенін Л.Н. 1942
- Гоцирідзе С.В. 1942-1943
- Андрєєв Г.Я. 1943-1946
- Яковлєв К.К. 1946-1952
- Пашин В.Н. 1952-1960
- Стрельніков В.П. 1973-1986
- Арсе Л.Д. 1986-1987
- Плотніков Б.В. 1987-1988
- Кізельштейн М.Є. 1988-1995
- Бережков В.А. 1995-2000
- Корольов О.П. 2000-2001
- Власов В.М. 2001 - 2005
- Новиков А.Д. 2005-2006
- Франц В.Н. 2007
- Карпов В.Ю. 2007-наш.час[5].